# Omagh
Omagh (en irlandès An Ómaigh, en scots Omey) és la capital i major ciutat del comtat de Tyrone, a Irlanda del Nord (Regne Unit). Està situada on els rius Drumragh i Camowen s'uneixen per formar el riu Strule. La ciutat té una població de 21.380 habitants i 28.000 més a l'àrea metropolitana. El seu nom prové de l'anglicització del seu nom irlandès. an Ómaigh, que vol dir "la planura verge".

## Geografia

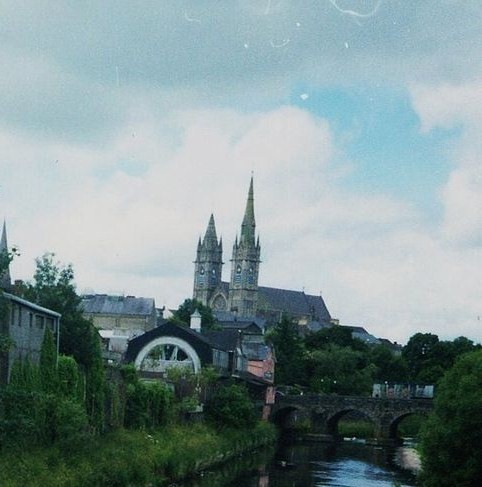
Omagh vist des del pont Strule.

### Wards
Només s'inclou els “wards” que ocupen la ciutat.
- Camowen (població de 2001 – 2.377)
- Coolnagard (població de 2001 – 2.547)
- Dergmoney (població de 2001 – 1.930)
- Drumragh (població de 2001 – 2.481)
- Gortrush (població de 2001 – 2.786)
- Killyclogher (població de 2001 – 2.945)
- Lisanelly (població de 2001 – 2.973)
- Strule (població de 2001 – 1.780)

## Demografia
Omagh és classificada com a "ciutat gran" per l'Agència d'Estadístiques i Recerca d'Irlanda del Nord (NISRA) (p. ex. amb població entre 10.000 i 18.000 habitants). Segons el darrer cens (29 d'abril de 2001) hi havia 19.910 habitants a Enniskillen.
- 24,8% tenien menys de 16 anys i el 17,4% en tenien 60 o més
- 48,9% de la població és masculina i el 51,9% era femenina
- 68,2% eren catòlics irlandesos i el 29,5% són protestants
- 3,9% de la població de 16–74 estaven a l'atur.
- 13,8% de la població és nascuda fora d'Irlanda del Nord

### Canvis de població
Segons el World Gazetter, la població de la ciutat des del cens de 1981 ha estat:
- 1981 – 14.627 (cens oficial)
- 1991 – 17.280 (cens oficial)
- 2000 – 18.031 (estimació oficial)
- 2001 – 19.910 (cens oficial)
- 2010 – 22.834 (aproximació)

## Agermanaments
- L'Haÿ-les-Roses
- East-Kilbride

## Història
Es creu que la ciutat va sorgir al voltant d'una abadia fundada l'any 792. Ja l'any 1610 Omagh fou fundada com a ciutat. Va servir com a refugi pels fugitius de l'est de Tyrone durant la Rebel·lió irlandesa de 1641. En 1689, any en què va tenir lloc la batalla del Boyne, James II va arribar a Omagh, en el camí cap a Derry. Els partidaris de Guillem III d'Anglaterra, príncep d'Orange, van cremar la ciutat.
A partir de 1768, va substituir Dungannon com a capital del comtat de Tyrone.
Omagh es va connectar per ferrocarril amb Derry l'any 1852, amb Enniskillen el 1853 i amb Belfast l'any 1861. Els quarters militars foren construïts el 1881. L'any 1899 s'inaugurà l' Hospital del Comtat de Tyrone. L'autoritat del transport de l'Ulster va tancar les línies ferroviàries d'Omagh-Enniskillen i Portadown-Derry quedant la ciutat sense servei ferroviari.
Entre els visitants famosos a Omagh es troben Bill Clinton, president dels Estats Units, la presidenta irlandesa Maria McAleese i la reina britànica Isabel II.

## Atemptat d'Omagh
La ciutat d'Omagh va entrar a l'escena internacional el 15 d'agost de 1998, quan l'IRA Autèntic (Real Irish Republican Army, RIRA) va fer esclatar un cotxe bomba al centre de la ciutat. L'explosió va matar 29 persones: 14 dones (una d'elles embarassada de bessons), 6 homes i 9 nens. 220 persones més van resultar ferides com a resultat de l'explosió.
Pete Travis va portar al cine els fets a la pel·lícula Omagh del 2005.

## Personatges il·lustres
- Francis D. Murnaghan (1893-1976), matemàtic
- Sam Neill (1947-), actor.